# Мариньи (Алье)
Мариньи́ (фр. Marigny) — коммуна во Франции, находится в регионе Овернь. Департамент коммуны — Алье. Входит в состав кантона Сувиньи. Округ коммуны — Мулен.
Код INSEE коммуны — 03162.

## Население
Население коммуны на 2008 год составляло 188 человека.
| 1962 | 1968 | 1975 | 1982 | 1990 | 1999 | 2008 |
| ---- | ---- | ---- | ---- | ---- | ---- | ---- |
| 197  | 215  | 179  | 197  | 221  | 204  | 188  |

## Экономика
В 2007 году среди 139 человек в трудоспособном возрасте (15—64 лет) 110 были экономически активными, 29 — неактивными (показатель активности — 79,1 %, в 1999 году было 78,1 %). Из 110 активных работали 108 человек (60 мужчин и 48 женщин), безработных было 2 (1 мужчина и 1 женщина). Среди 29 неактивных 11 человек были учениками или студентами, 16 — пенсионерами, 2 были неактивными по другим причинам.